# Jens Nielsen (bioteknolog)
 For alternative betydninger, se Jens Nielsen. (Se også artikler, som begynder med Jens Nielsen)
Jens Nielsen (født 17. november 1962) er en dansk bioteknolog, professor på Chalmers tekniska högskola i Göteborg. Han forsker særligt i metabolisme.

## Uddannelse og karriere
Nielsen blev uddannet civilingeniør i kemi i 1986 fra DTU, og blev herefter ph.d. i bioteknologi i 1989 under John Villadsen. Herefter tog han til Gottfried Wilhelm Leibniz Universität Hannover som postdoc og siden til Massachusetts Institute of Technology i Boston i 1995. Samme år blev han dr.techn. I 1998 blev han ansat som professor ved DTU på BioCentrum og i 2001 blev han leder for Center for Bioteknologisk Procesforskning. Han var medstifter og blev senere formand for Dansk Bioteknologisk Forum.
I 2008 flyttede han til Chalmers tekniska högskola, hvor han etablerede et forskningscenter. I 2019 blev han ansat som CEO af Bioinnovation Institute (BII).
Han har udgivet over 700 videnskabelige artikler og har et h-index på 118. Han er også medforfatter på over 40 fagbøger, heraf en række lærebøger, der bruges på universiteter.
Han er medlem af Statens Teknisk Videnskabelige Forskningsråd, og Videnskabernes Selskab i Danmark, National Academy of Engineering i USA, samt Kungliga Vetenskapsakademien og Kungliga Ingenjörsvetenskapsakademien i Sverige.

## Hæder
- 1996: Statens Teknisk Videnskabelige Forskningsråds jubilæumspris[3]
- 2002: Villum Kann Rasmussens Årslegat, Villum Fonden[3][2]
- 2016: Novozymes Prisen, Novo Nordisk Fonden[6][7]
- 2016: B&B Elmer Gaden Award, American Chemical Society[4]
- 2017: Guldmedalje, Kungliga Vetenskapsakademien[8]
- 2017: Eric and Sheila Samson Prime Minister’s Prize for Innovation in Alternative Fuels for Transportation, Fuels and Smart Mobility Initiativ[4]
- 2017: Eni Award, Eni[4]
- 2019: Emil Christian Hansen guldmedaljen[9]